# 鈴木康之 (コピーライター)
鈴木 康之（すずき やすゆき、本名・康行、1937年〈昭和12年〉3月19日 - ）は、日本のコピーライター。

## 経歴

### 概要
秋田県秋田市出身。早稲田大学文学部仏文学科卒業。桑沢デザイン研究所出身。
日本デザインセンター、アド・エンジニアーズでの勤務を経て1969年に株式会社タイム設立。

### コピーライターとして
1963年、東京コピーライターズクラブ（TCC)第1期会員。広告コピーがキャッチフレーズで語られがちの潮流の中、1982年に上梓した『名作コピー読本』は広告主のメッセージであるボディコピーの大切を説き、現在の『名作コピーの教え』に至るロングセラーとなっている。
また、TCC事業部長を務め、2011年「コピーの殿堂」に顕彰された。
天野祐吉主宰の広告学校では糸井重里らとともに全25期専任講師を務めた。宣伝会議、リクルートなどの講座でも後進の指導に努めた。

### ゴルフ
ゴルフ界では、『ピーターたちのゴルフマナー』などの執筆、著作、講演の活動行う。国内300余ヵ所、国外はスコットランドを中心にイングランド、アイルランドほか英国、米国など80余ヵ所のゴルフコースとそれぞれの地のゲームを踏査。ゴルフの歴史、原点を学び、現状を取材した。
英国セントアンドリュース市のパブリックコースと併存する諸倶楽部のあり方に倣って、茨城・古河市のパブリックコース、古河ゴルフリンクスを本拠とする『ピーターズクラブ』を創設し、同コースと毎月スタート枠を契約し、電子クラブハウスを設立、リンクス発祥の本来のゴルフプレーを実践、素朴なゴルフコミュニティのあり方を具現化した。
東京ゴルフ専門学校では2011から2018年専任講師を務めた。

## 著書
広告・文章
- 『名作コピー読本』（1982年、誠文堂新光社）1987年
- 『新・名作コピー読本』（1982年、誠文堂新光社）
- 『メモ式気のきいた文章の書き方』（1993年、明日香出版社）
- 『会社に点火せよ 宣伝部』（1997年、日本経済新聞社）
- 『名作コピーに学ぶ読ませる文章の書き方』（2008年、日経ビジネス人文庫）
- 『文章がうまくなるコピーライターの読書術』（2010年、日経ビジネス人文庫）
- 『名作コピーの教え』（2015年、日本経済新聞出版社）

### ゴルフ
- 『ヤスさんのゴルフ礼記』（1990年、廣済堂出版）
- 『ピーターたちのゴルフマナー』〈1999年、ゴルフダイジェスト社）
- 『痛快! ゴルフ学』（2002年、集英社インターナショナル）
- 『ゴルフはマナーでうまくなる』（2004年、日経ビジネス人文庫）
- 『ゴルファーのスピリット』（2006年、ゴルフダイジェスト新書）
- 『ゴルフのおかげで』（2007年、日本経済新聞出版社）
- 『脱俗のゴルフ』（2009年、ゴルフダイジェスト新書）
- 『ゴルファーは開眼、閉眼、また開眼』（2011年、日経ビジネス人文庫）
- 『ゴルフのおかげで』（2013年、マイナビ)
- ウェブサイト『We Love Links』（2002年）
- 『ピーターたちのゴルフマナー』（2022年、ゴルフダイジェスト社）

## 受賞
広告・デザイン
- 1961年　日本宣伝美術展奨励賞〈丹下健三東京計画1960〉
- 1961年　東京アートディレクターズクラブ（ADC）銅賞〈源氏物語図譜〉沢田重隆／篠田桃紅
- 1963年　東京コピーライターズクラブ（TCC）第１回新人賞〈野村証券〉
- 1966年　同クラブ賞〈カワイ楽器〉
- 1968年　同クラブ賞〈富士ゼロックス〉
- 1971年　同クラブ賞〈生命保険協会〉
- 1985年　同新聞広告賞〈協和発酵〉
- ほか

### ゴルフ
- 2000年　ゴルフダイジェストアワード読者大賞〈『ピーターたちのゴルフマナー』
- 2006年　東京ゴルフ専門学校ハイランドセンターゴルフ文化功労賞